# Eustorgue de Montaigu
Eustorgue de Montaigu († 5. oder 6. Juni 1249 vor Damiette) war ein Erzbischof der lateinischen Kirche von Nikosia auf Zypern. Er stammte aus dem Adel der Auvergne und war ein Bruder der Templer- und Hospitalitergroßmeister, Pierre de Montaigu und Garin de Montaigu.

## Leben
Eustorgue amtierte seit 1217 als lateinischer Erzbischof im Kreuzfahrerkönigreich Zypern. Er trieb maßgeblich den Bau der Kathedrale St. Sophia (die heutige Selimiye-Moschee) voran, deren Grundstein bereits 1209 gelegt wurde und die schließlich 1228 fertiggestellt werden konnte. Im Jahr 1218 nahm er im Gefolge des Johann von Brienne, König von Jerusalem, am Kreuzzug von Damiette teil, nachdem König Hugo I. von Zypern überraschend in Tripolis gestorben war.
Das Verhältnis zwischen der noch jungen aber politisch vorherrschenden lateinisch-römischen Kirche gegenüber der lokalen griechisch-orthodoxen Kirche auf Zypern gestaltete sich in seiner Amtszeit schwierig. Offenbar hatte Eustorgue 1231 in Nikosia dreizehn griechische Mönche aus dem Kloster der Gottesmutter von Kantara (Kantariotissa) als Häretiker verbrennen lassen, weil diese sich geweigert hatten die Eucharistie mit Azyma zu zelebrieren. Der griechische Erzbischof Neophytos hatte davon in einem Brief an Kaiser Johannes III. berichtet. Auf lateinischer Seite gibt darüber ein Brief des Papstes Gregor IX. vom 5. März 1231 an die Erzdiözese Nikosia ein Indiz, in dem Eustorgue angehalten wird, mit den dreizehn von ihm gefangen gehaltenen Mönchen wie mit Häretikern zu verfahren. Durch spätere sich übersteigernde Wiedergaben dieses Ereignisses, besonders durch den orthodoxen Patriarchen Germanos II., ist das Martyrium der dreizehn Mönche in die griechische Hagiographie eingegangen. Ein anonymer Dominikaner hingegen erklärte sie in seinem Traktat Contra errores Graecorum zu „Märtyrern des Teufels“.
Im September 1248 gründete Eustorgue auf Veranlassung des päpstlichen Kreuzzugslegaten Odo von Châteauroux in Nikosia je eine Schule für Grammatik und höhere Theologie. Anschließend nahm er wie auch König Heinrich I. und die zypriotische Ritterschaft am Kreuzzug König Ludwigs IX. (Saint Louis) von Frankreich gegen Ägypten (Sechster Kreuzzug) teil. Bei den Kämpfen zur Einnahme von Damiette am 5. oder 6. Juni 1249 wurde er getötet.